# Wilhelm Volk
Wilhelm Volk (Halberstadt, 25 de enero de 1804 - Erfurt, 17 de marzo de 1869), también conocido por el seudónimo "Ludwig Clarus", fue un escritor, erudito e historiador alemán.

## Biografía
Nacido en una familia luterana, Wilhelm Volk se convirtió al catolicismo en 1855. Estudió Derecho en la Universidad de Gottingen y en la de Berlín. Escribió un conjunto de obras sobre el misticismo y las leyendas, así como panfletos sobre temas religiosos o políticos. Entre sus obras mayores destacan las biografías de santos (de Santa Brígida, 1856; de San Francisco de Sales, 1860; de Santa Matilda, 1867...); sus estudios sobre literatura italiana o española de la Edad Media, o sus traducciones de San Agustín, Petrarca, Santa Teresa de Jesús, etc.